# Фруктоїд віялохвостий
Фруктоїд віялохвостий (Melanocharis versteri) — вид горобцеподібних птахів родини фруктоїдових (Melanocharitidae).

## Поширення
Ендемік Нової Гвінеї. Поширений вздовж Центрального хребта від півострова Доберай до гір Оуен Стенлі, а також від гір Фоджа до півострова Гуон. Живе у гірських дощових та хмарних лісах на висоті 1250—3680 м над рівнем моря. Трапляється також у садах та парках заміської зони.

## Опис
Дрібний птах завдовжки 14-15 см та вагою 12-20 г. Самиці більші за самців. Тіло з міцною тулубом, подовженою головою, тонким дзьобом середнього розміру, міцними ногами досить довгим хвостом.
У самців лоб, потилиця, щоки, спина, крила і хвіст глянцевого чорного кольору з металевим зеленкуватим відтінком на крилах, шиї і спині. Горло, груди та черево сіро-білуваті. У самиці голова, спина, горло і груди коричнево-сірого кольору, крила і хвіст буро-оливкові (криючі крил та хвоста темнішого кольору). Черево пісочного кольору з каштановим відтінком з боків.

## Спосіб життя
Мешкає у гірських дощових лісах з густим підліском. Трапляється поодинці або парами. Активний вдень. Живиться фруктами, ягодами та комахами. Про репродуктивні звички цих птахів відомо дуже мало, хоча вважається, що вони суттєво не відрізняються від фруктоїдових. Гнізда спостерігалися в грудні, що говорить про те, що сезон розмноження пов'язаний з посушливим сезоном. Шлюбний сезон не відомий, але гнізда та молодняк спостерігалися між червнем та листопадом, між сезоном дощів та посушливим сезоном. Гніздо будує самиця. Чашоподібне глибоке гніздо розташовується у розгалуженні гілок. У гнізді 1-4 яйця. Інкубація два тижня. Про пташенят піклуються обидва батьки. Через три тижні пташенята залишають гніздо, але самостійними стають через півтора місяця.